# Cordilheira Alta
Cordilheira Alta é um município brasileiro do Estado de Santa Catarina. Localiza-se a uma latitude 26º59'04" sul e a uma longitude 52º36'12" oeste, estando a uma altitude de 768 metros. Sua população estimada em 2011 era de 3.819 habitantes.
Possui uma área de 84,777 km².